# Конгрегація Троїстої Божої Матері греко-католицької церкви в Таллінні
Конгрегація Троїстої Божої Матері греко-католицької церкви в Таллінні — організація, яка складається з монахів та мирян Української греко-католицької церкви, що діє у Старому місті Таллінна і розташована вулиці Лабораторіумі 22.
Священиком церкви є Роман Кіх.

## Історія
Конгрегація Троїстої Божої Матері греко-католицької церкви в Таллінні була заснована в 1991 році за благословенням митрополита Києво-Галицького Володимира Стернюка.
1994 року собором була орендована каплиця з прилеглою територією у Старому місті Талліна від Естонської євангелічно-лютеранської церкви.
1998 року Парафія викупила землю. В той же час була відремонтована каплиця та її почали використовувати як приміщення церкви.
Наприкінці 1997 року церква була спалена. Через це було відкрите кримінальне провадження у справі про підпал.
14 жовтня 2000 року архієпископ Греко-католицької церкви України Любомир Гузар освятив відбудовану церкву на честь Божої Матері.
Детальніше: Церква Божої Матері Троєручиці (Таллін)
При церкві діє катехитична суботня школа.

## Внутрішнє оздоблення
Іконостас церкви був намалював львівським художником Петром Гуменюком.
Інтер'єр спроєктовано та виконано Анатолієм Лютюком та його помічниками.